# 頭前庄駅
頭前庄駅（とうぜんしょうえき）は台湾新北市新荘区にある、台北捷運中和新蘆線と環状線の駅。

## 利用可能な鉄道路線
台北捷運
 中和新蘆線 - 駅番号は「O17」
 環状線 - 駅番号は「Y18」

## 歴史
- 2012年
  - 1月5日 - 新荘線（後の中和新蘆線）輔大 - 大橋頭間開通と共に開業[2]。
  - 12月21日 - 当駅を含む環状線工区起工[3]。
- 2019年
  - 6月27日 - 環状線竣工[3]
  - 12月 - 環状線開業予定[4]。
- 2020年
  - 1月31日 - 開業（10時式典、14時運行開始、2月末までは無料）[5]
- 2023年
  - 1月30日、台北捷運公司が請け負っていた環状線西環段の運営委託契約が満了し、翌日付で資産は新北市側に移転（2期延伸時に改めて全区間の運営権がどちらかに一本化されるまでの暫定処置）したが[6]、本路線の移管には交通部の承認が必要なため、実際の移管完了にはさらに半年程度を要することとなった[7]。
  - 5月23日、環状線西環段の運営権について、台北捷運公司から新北捷運公司への移管作業が正式に完了し、交通部の承認も下った[8]。

## 駅構造
中和新蘆線のホームは地下3階、改札口は地下1階にある。島式ホーム1面2線を有する地下駅で、ホーム上にフルスクリーンタイプのホームドアを設置。
環状線は地上5階建ての相対式ホーム2面2線を有する長さ83メートル、幅22メートル、高さ21メートルの高架駅。

### 駅階層
| 地上 四階                     | 連絡通路層                              | 跨線橋 |
| 地上 三階                     |                                         |        |
| ホーム層                      | コンコース、便所（1番ホーム方）         |        |
| 相対式ホーム 右側のドアが開く |                                         |        |
| 1番ホーム                     | ←環状線 新北産業園区方面（幸福駅）      |        |
| 2番ホーム                     | →環状線 板橋・大坪林方面（新埔民生駅）→ |        |
| 相対式ホーム 右側のドアが開く |                                         |        |

| 地面      | コンコース層                | 出入口、環状線コンコース、窓口、自動券売機、改札口 売店、便所 |
| 地下 一階 | コンコース層                | 新荘線コンコース、窓口、自動券売機、改札口 売店、便所         |
| 地下 一階 | コンコース層                |                                                               |
| 地下 二階 | 1番ホーム                   | ←中和新蘆線 迴龍方面（新荘駅）                                |
| 地下 二階 | 島式ホーム 左側のドアが開く |                                                               |
| 地下 二階 | 2番ホーム                   | →中和新蘆線 南勢角方面（先嗇宮駅）→                           |

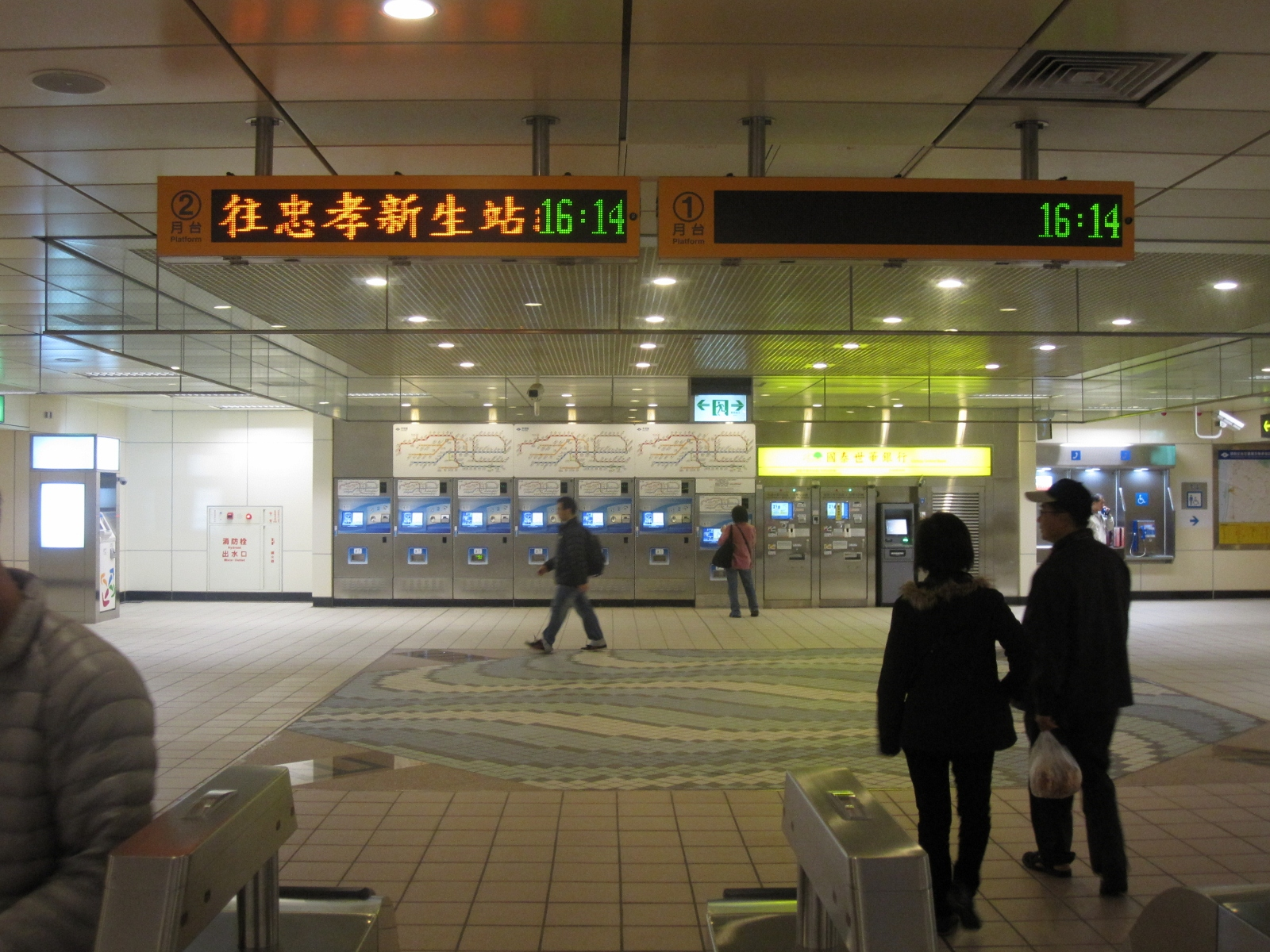
改札口（2012年1月15日）
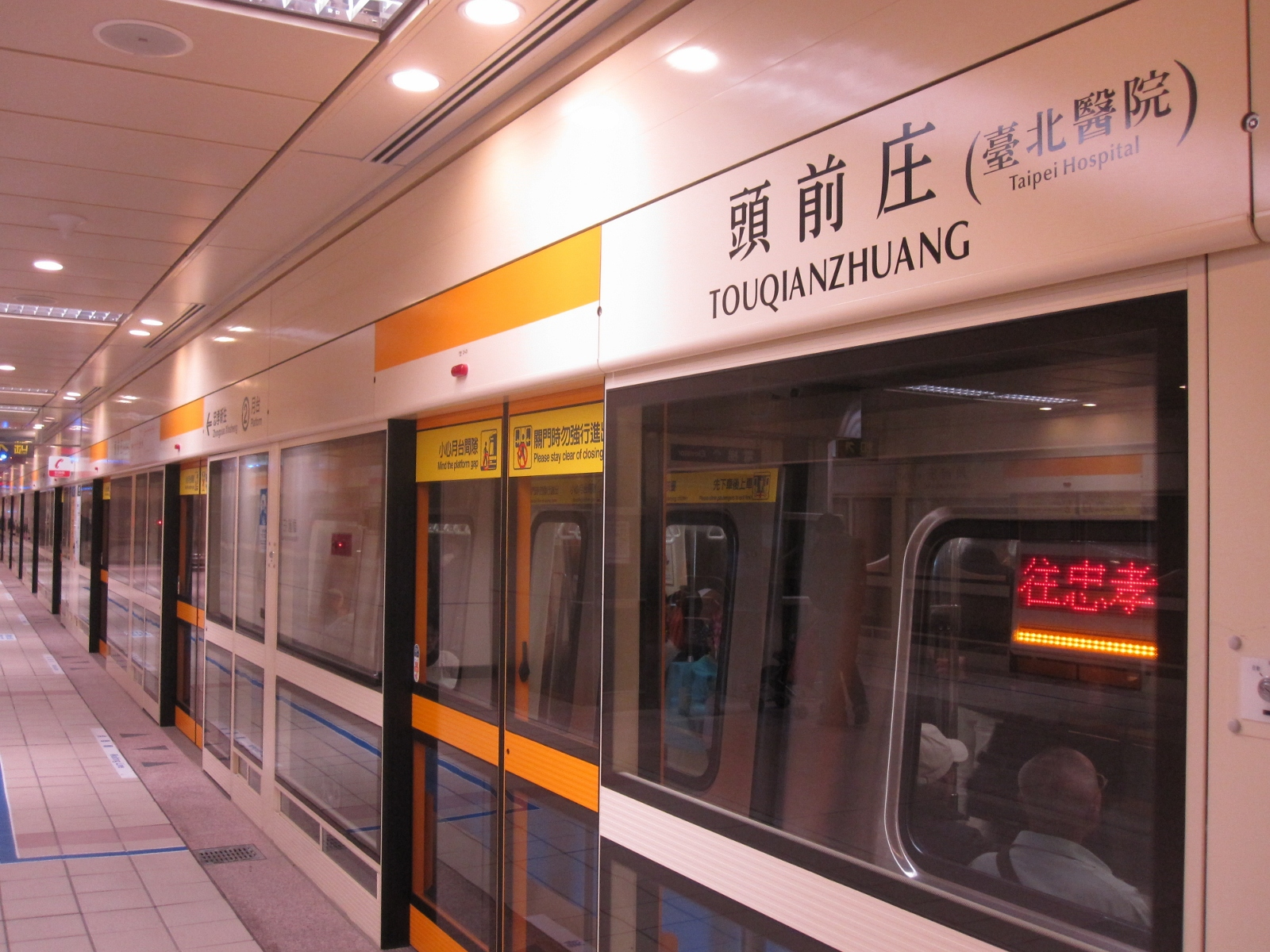
新荘線ホーム（2012年1月15日）
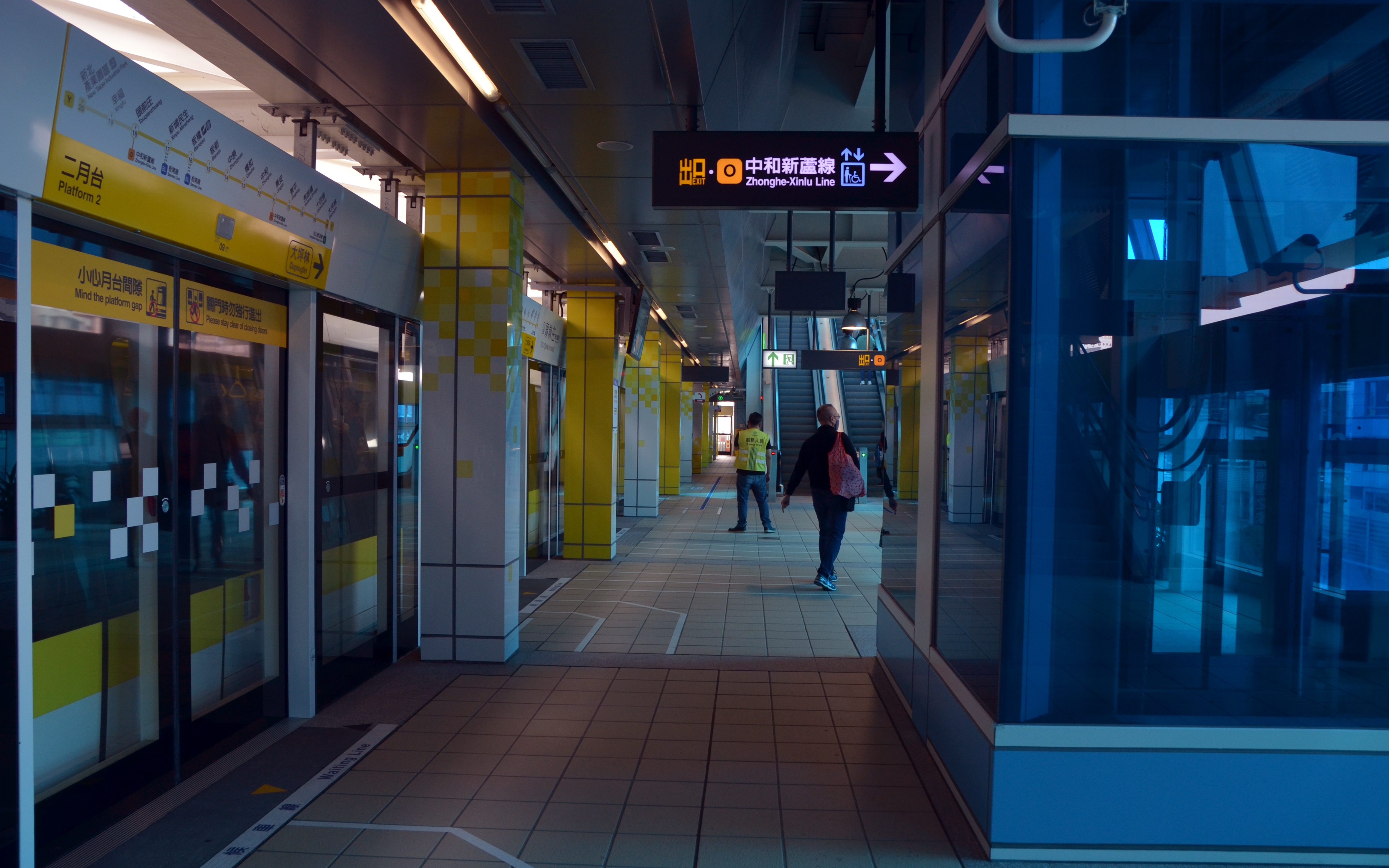
環状線ホーム（2020年1月）
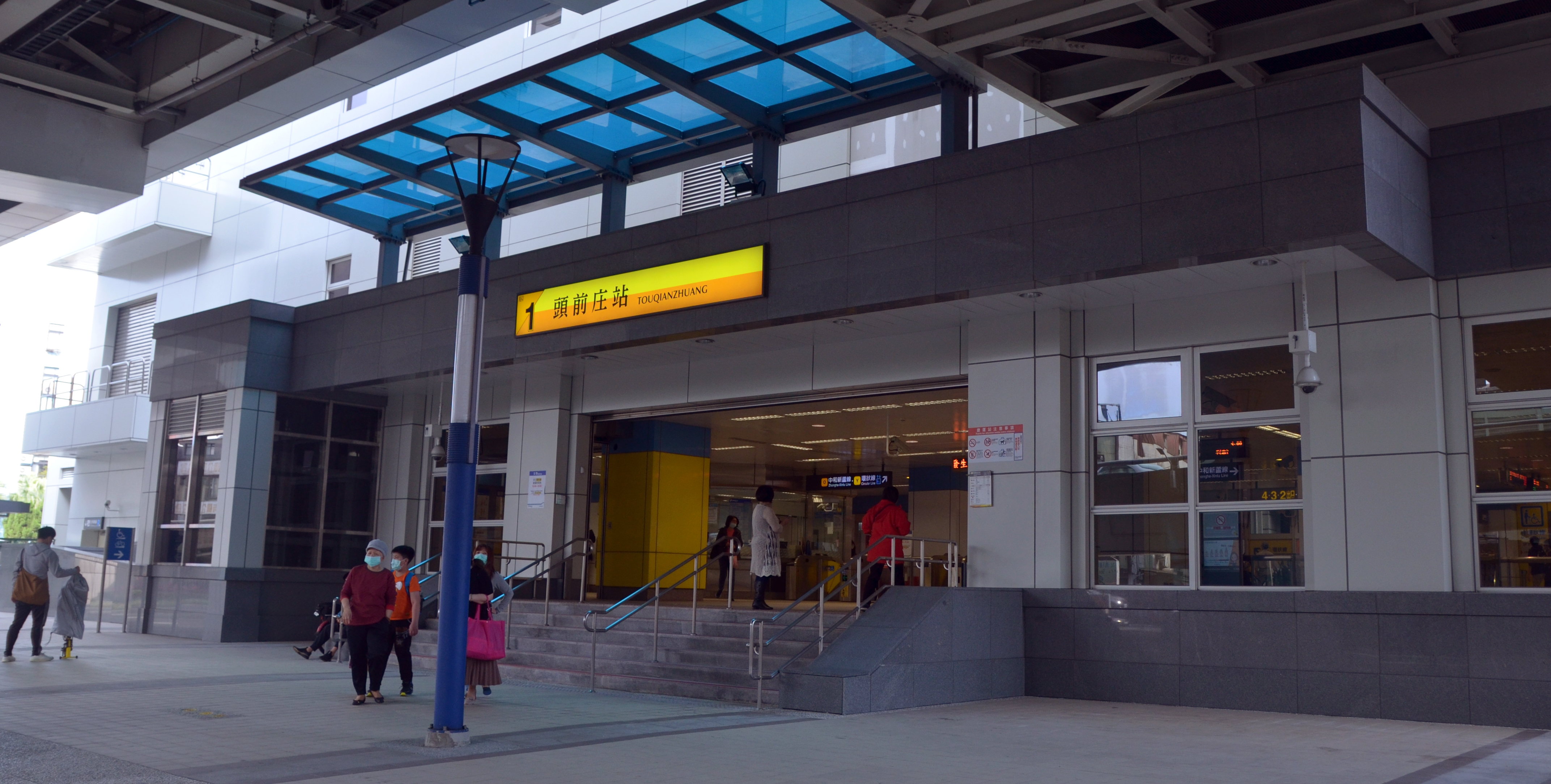
出口1（2020年1月23日）

### 駅出口
出口1・2は駅の西側、出口3・4は駅の東側にある。
- 出口1：思源路
- 出口2：大漢橋
- 出口3：金陵女中
- 出口4：化成路

## 利用状況
各年度の乗車人員は以下の通り。
| 年   | 年間      | 年間      | 年間      | 年間   | 1日平均 | 1日平均 |
| 年   | 乗車      | 下車      | 乗降計    | 出典   | 乗車    | 乗降    |
| ---- | --------- | --------- | --------- | ------ | ------- | ------- |
| 2012 | 1,271,735 | 1,276,754 | 2,548,489 | [ 11 ] | 3,513   | 7,040   |
| 2013 | 1,588,961 | 1,579,076 | 3,168,037 | [ 11 ] | 4,353   | 8,680   |
| 2014 | 1,759,182 | 1,626,017 | 3,385,199 | [ 11 ] | 4,820   | 9,275   |
| 2015 | 1,744,543 | 1,552,628 | 3,297,171 | [ 11 ] | 4,780   | 9,033   |
| 2016 | 1,795,640 | 1,571,903 | 3,367,543 | [ 11 ] | 4,906   | 9,201   |
| 2017 | 1,731,437 | 1,549,548 | 3,280,985 | [ 11 ] | 4,744   | 8,989   |
| 2018 | 1,788,879 | 1,624,481 | 3,413,360 | [ 11 ] | 4,901   | 9,352   |
| 2019 | 1,918,325 | 1,767,259 | 3,685,584 | [ 11 ] | 5,256   | 10,097  |
| 2020 | 2,027,120 | 1,899,485 | 3,926,605 | [ 11 ] | 5,539   | 10,728  |
| 2021 | 1,590,973 | 1,527,756 | 3,118,729 | [ 11 ] | 4,359   | 8,544   |
| 2022 | 1,746,566 | 1,709,774 | 3,456,340 | [ 11 ] | 4,785   | 9,469   |

## 駅周辺
- 大漢橋（中国語版）
- 衛生福利部台北医院（中国語版） - 副駅名の由来
- 新北市私立金陵女子高級中学（中国語版）
- カルフール重新店
- 香港湯城（湯臣）園区
- 太子汽車旧廠完成捐地都更
- イケア瑞典宜家家居（新荘店）
- フォルクスワーゲン新荘旗艦展示センター
- 新荘翰品酒店（中国語版）
- 喜市多婚宴会館
- ユニクロ新荘中正路店
- ポルシェ
- YouBike（新北市公共自転車（中国語版））捷運頭前庄駅(1号出口)
- 東元電機新莊廠
- 大眾廟（中国語版）
- 台湾自来水公司（中国語版）第十二区管理處
- 台湾盲人重建院（中国語版）附設舒壓小棧頭前庄分棧

## バス路線
駅近辺に《捷運頭前庄站》、《捷運頭前庄站（思源路）》の2つのバス停がある。
| 路線     | 運行事業者           | 区間                        | 備考                                                                       |
| -------- | -------------------- | --------------------------- | -------------------------------------------------------------------------- |
| 99       | 台北客運、首都客運   | 板橋 - 新荘                 | 新北市公車所属。 捷運頭前庄站（思源路）バス停に停車。                      |
| 111      | 三重客運             | 新荘 - 陽明山第二停車場     | 休日運行。 捷運頭前庄站バス停に停車。                                      |
| 235      | 首都客運             | 新荘 - 国父紀念館           | 捷運頭前庄站バス停に停車。                                                 |
| 257      | 大有巴士             | 新荘高中 - 南港国宅         |                                                                            |
| 513      | 三重客運             | 捷運輔大駅 - 捷運台大医院駅 | 捷運頭前庄駅バス停に停車。                                                 |
| 635      | 三重客運             | 迴龍 - 台北                 | 新北市公車所属。 捷運頭前庄站バス停に停車。                                |
| 636      | 三重客運             | 迴龍 - 円環                 | 新北市公車所属。 捷運頭前庄站バス停に停車。                                |
| 637      | 三重客運             | 五股 - 台北                 | 新北市公車所属。 捷運頭前庄站バス停に停車。                                |
| 638      | 三重客運             | 五股 - 捷運南京復興駅       | 新北市公車所属。 捷運頭前庄站バス停に停車。                                |
| 639      | 三重客運             | 樹林 - 北門                 | 新北市公車所属。 捷運頭前庄站バス停に停車。                                |
| 663      | 首都客運             | 新荘 - 国父紀念館           | 捷運頭前庄站バス停に停車。                                                 |
| 783      | 三重客運             | 五股 - 台北                 | 新北市公車所属。 捷運頭前庄站に停車                                        |
| 797      | 指南客運             | 五股 - 市政府               | 新北市公車所属。 捷運頭前庄站バス停に停車。                                |
| 799      | 指南客運             | 樹林 - 台北                 | 大安路経由。 新北市公車所属。 捷運頭前庄站バス停に停車。                   |
| 801      | 指南客運             | 五股 - 松山機場             | 五股成泰路、泰山明志路に直行。 新北市公車所属。 捷運頭前庄站バス停に停車。 |
| 805      | 台北客運、三重客運   | 土城 - 五股                 | 新北市公車所属。 捷運頭前庄站（思源路）バス停に停車。                      |
| 806      | 台北客運、三重客運   | 板橋 - 蘆洲                 | 新北市公車所属。 捷運頭前庄站バス停に停車。                                |
| 813      | 指南客運、光華巴士   | 五股 - 中和                 | 新北市公車所属。 捷運頭前庄站（思源路）バス停に停車。                      |
| 813 区間 | 指南客運、光華巴士   | 中和 - 中央合署辦公大樓     | 新北市公車所属。 休日運休。 捷運頭前庄站（思源路）バス停に停車。           |
| 845      | 台北客運、首都客運   | 新荘 - 捷運新埔駅           | 新北市公車所属。 捷運頭前庄站（思源路）バス停に停車。                      |
| 857      | 三重客運             | 淡海 - 板橋                 | 3段徴収。 新北市公車所属。 捷運頭前庄站バス停に停車。                      |
| 885      | 首都客運             | 三峽 - 捷運頭前庄駅         | 新北市公車所属。 捷運頭前庄站バス停に停車。                                |
| 918      | 指南客運、中興巴士   | 泰山 - 新店                 | 新北市公車停所属。 捷運頭前庄站（思源路）バス停に停車。                    |
| 920      | 台北客運             | 林口 - 板橋                 | 新北市公車に停車。 捷運頭前庄站（思源路）バス停に停車。                    |
| 982      | 首都客運、大都会客運 | 新荘 - 新店                 | 新北市公車に停車。 捷運頭前庄站（思源路）バス停に停車。                    |
| 982 区間 | 首都客運、大都会客運 | 新荘 - 捷運府中駅           | 新北市公車所属。 捷運頭前庄站（思源路）バス停に停車。                      |
| 1501     | 指南客運             | 五股 - 動物園               | 4段運賃。 新生南路経由。 捷運頭前庄站バス停に停車。                        |
| 1503     | 指南客運             | 五股 - 動物園               | 4段運賃。 休日運休。 信義路経由。 捷運頭前庄站バス停に停車。               |
| 藍2      | 首都客運             | 新荘 - 捷運西門駅           | 新北市公車所属。 捷運頭前庄站バス停に停車。                                |
| 藍18     | 台北客運、首都客運   | 中和 - 新荘                 | 新北市公車所属。 捷運頭前庄站（思源路）バス停に停車。                      |
| F202     | 大洋通運             | 文藝中心 - 新荘高中         | 新北市民は無料。                                                           |
| 1070     | 台北客運、基隆客運   | 板橋 - 基隆                 | 国道客運所属。 捷運頭前庄站バス停に停車。                                  |
| 1803     | 國光客運             | 基隆 - 中壢                 | 国道客運所属。 捷運頭前庄站バス停に停車。                                  |

## 隣の駅
台北捷運
 中和新蘆線
先嗇宮駅 (O16) - 頭前庄駅 (O17) - 新荘駅 (O18)
新北捷運
 環状線
新埔民生駅 (Y17) - 頭前庄駅 (Y18) - 幸福駅 (Y19)

### 註釈
1. ↑  1月5日からの362日間
2. ↑  新荘線1,313,510+Y環状線 713,610
3. ↑  新荘線1,383,066+Y環状線 516,419
4. ↑  新荘線935,302+Y環状線 655,671
5. ↑  新荘線1,140,543+Y環状線 387,213
6. ↑  新荘線1,012,695+Y環状線733,871
7. ↑  新荘線1,272,832+Y環状線436,942